# Konzentrationslager Sidi Ahmed el-Magrun

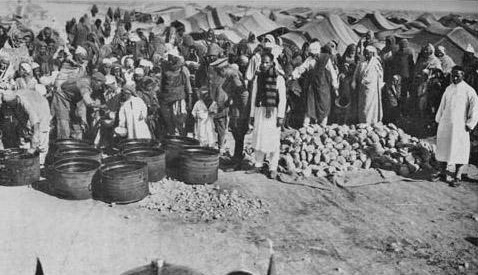
Essensausgabe im KZ el-Magrun

Das KZ Sidi Ahmed el-Magrun war ein italienisches Konzentrationslager bei Al Magrun im damaligen Italienisch-Libyen. Es wurde im September 1930 errichtet, um die während des Zweiten Italienisch-Libyschen Kriegs unterworfenen und deportierten Bevölkerungsteile zu internieren und den Aufstand der Sanūsīya der Cyrenaika unter ihrem Anführer Umar al-Muchtar zu bekämpfen. In dem Lager waren etwa 13.000 Menschen interniert, von denen etwa 4.500 an den Folgen der schlechten Versorgung, der Folter, der schlechten hygienischen Bedingungen oder durch Exekutionen starben. Das Lager wurde im Oktober 1933 aufgelöst. Die Bewachungsmannschaft des Lagers bestand aus Esercito, Carabinieri, eritreischen Askari und einheimischen Kolonialpolizisten.